# Cantó de Tergnier
El cantó de Tergnier és un cantó francès del departament de l'Aisne, situat al districte de Laon. Té 4 municipis i el cap és Tergnier.

## Municipis
- Beautor
- Liez
- Mennessis
- Tergnier

## Història
| Data d'elecció                           | Identitat           | Partit          | Qualitat |
| ---------------------------------------- | ------------------- | --------------- | -------- |
| 1973-1988                                | Paul Hauriez        | PCF             |          |
| 1988-1998                                | Jacques Desallangre | PS, després MDC |          |
| 1998-                                    | Michel Carreau      | PCF             |          |
| les dades anteriors no són pas conegudes |                     |                 |          |
|                                          |                     |                 |          |

## Demografia
| A partir de 1990: Població sense dobles comptes |